# Bruno Gutknecht
Bruno Gutknecht (* 1935 in Gombin; † 15. August 2007) war ein deutscher Maler, Grafiker und Architekt.

## Leben
Bruno Gutknecht wuchs in Bad Godesberg auf und besuchte dort das Cusanus-Gymnasium. Einen Teil seiner Jugend verbrachte er auf dem Schloss Callenberg. An der RWTH Aachen studierte er Architektur; hierzu angeregt wurde er durch die Architektur der Wallfahrtskirche Vierzehnheiligen. Malerei studierte er bei Franz Nagel. Von 1962 bis 1996 arbeitete Gutknecht als Architekt und Stadtplaner. In dieser Zeit war er vor allem in München, Zürich, Bonn und Niederbayern beschäftigt.
Nach dem Ende seiner Tätigkeit als Architekt wandte er sich wieder der Malerei zu. Seine Lehrer waren nun Hermann Eller und Garcetto K. Garn. Gutknecht lebte nun als freier Künstler in Buch am Erlbach in Niederbayern. Seit 1974 war er mit seiner Frau Elisabeth, geb. Eichinger verheiratet.

## Werke und Ausstellungen
Thema seiner Lithographien und Zeichnungen sind vor allem Motive nach Lucas Cranach. 2006 stellte er zusammen mit Robert Reiter im Forum 4 der Obersten Baubehörde in München aus. Der Titel der Ausstellung war Hommage à Oberfranken. Lithographien Gutknechts waren auch 2005 in der Ausstellung Casanovalta – Transformation der Hügellandschaft um Arezzo in der Architekturgalerie München zu sehen. 2004 war er an der Ausstellung Living Litho beteiligt.